# Leucania orizaba
Leucania orizaba är en fjärilsart som beskrevs av William Schaus 1898. Leucania orizaba ingår i släktet Leucania och familjen nattflyn. Inga underarter finns listade i Catalogue of Life.